# Okučani
Okučani (v srbské cyrilici Окучани, maďarsky Okucsány) je opčina, nacházející se v Brodsko-posávské župě v Chorvatsku. Žije zde 1594 obyvatel (76 % Chorvatů a 21 % Srbů). Je to jedno z mála sídel nacházejících se poblíž dálnice A3 v úseku mezi Novskou a Novou Gradiškou. Severně od Okučani se nachází kopec Psunj, jižně pak řeka Sáva a Bosna a Hercegovina.
Okučani je sídlem stejnojmenné općiny, do které patří dalších 16 sídel.

## Historie
Historické dokumenty z roku 1334 dokládají existenci několika římskokatolických kostelů v okolí řeky Sloboština, která protéká Okučani. S příchodem Turků (v 30. letech 16. století) se do oblasti začalo stěhovat obyvatelstvo, jak muslimové, tak i pravoslaví, a to především z oblasti Bosny a Hercegoviny.
Pravoslavný chrám sv. Petra a Pavla byl zbořen za druhé světové války a po ní nahrazen nově postaveným chrámem sv. Demetria. Římskokatolický kostel z roku 1906 byl zbořen v roce 1992 za Chorvatské války za nezávislost, namísto něj byl v letech 1996 až 2003 postaven nový kostel sv. Víta.
V předvečer rozpadu Jugoslávie bylo Okučani místem dramatických nacionalistických manifestací, především srbského obyvatelstva. Spolu s Pakracem bylo Okučani považováno za jedno z center srbského osídlení v západní Slavonii. Na přelomu ledna a února 1991 bylo nejprve vyčleněno z opčiny Nova Gradiška (a přičleněno opčině Pakrac). Později[kdy?] byla vyhlášena samostatná opčina Okučani. V srpnu 1991 pak bylo Okučani připojeno k SAO Západní Slavonie. Ještě v témže měsíci uskutečnili ozbrojení civilisté několik útoků proti chorvatským milicionářům.
SAO západní Slavonie se později stala později součástí Republiky Srbská Krajina. Přes obec a její území se několikrát přehnaly těžké boje a samotná proto byla těžce poškozena. V roce 1995 byla dobyta chorvatskou armádou během tzv. operace Blesk. Na začátku května velká část Srbů Okučani opustila. Srbové, kteří ještě před válkou tvořili 90 % obyvatelstva Okučani, tak představují nyní menšinu. Na jejich místo přišli především váleční uprchlíci z řad Chorvatů, kteří byli vystaveni útokům ze strany srbských ozbrojenců.

## Ekonomika a doprava
Hospodářská aktivita Okučani a okolí závisí především na zemědělství. Vzhledem k válečným škodám a pomalé obnově jsou však možnosti města i nadále velmi omezené. Velkým přínosem pro město je kromě dálnice i železniční spojení (trať Záhřeb - Bělehrad). Na území opčiny se však nenachází žádný podnik, který by železnici využíval (např. prostřednictvím vlečky apod.).